# Ulrich Binder (Erziehungswissenschaftler)

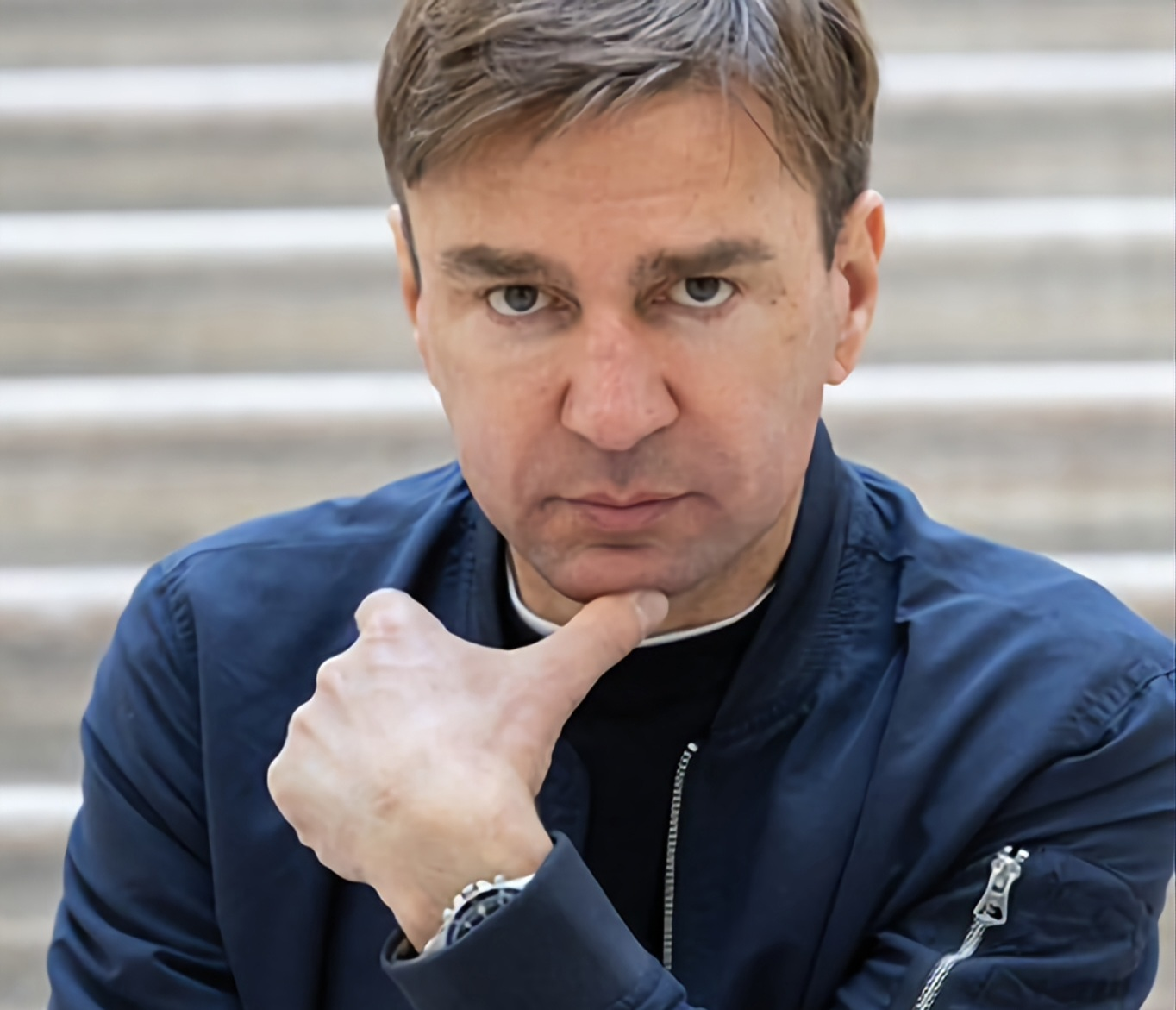
Ulrich Binder

Ulrich Binder (* 15. Juni 1965 in Wien) ist ein österreichischer Erziehungswissenschaftler. Er forscht und lehrt als Professor seit 2011 an der Pädagogischen Hochschule Ludwigsburg in den Bereichen systematische, historische und philosophische Erziehungswissenschaft sowie Wissenschaftstheorie.

## Leben
Binder war zunächst Technischer Zeichner, bevor er zehn Jahre in der Musikbranche tätig war. Anschließend arbeitete er in der Kinderbetreuung, bevor er 1999 in Wien Volksschullehrer  wurde. 2003 erfolgte an der Universität Wien mit der Dissertation Wie viel Gemeinschaft braucht die Erziehung? Die moralerzieherischen Implikationen der Liberalismus-Kommunitarismus-Debatte seine Promotion. In der Zeit von 2004 bis 2011 wirkte er als wissenschaftlicher Assistent, Oberassistent und Dozent am Institut für Erziehungswissenschaft der Universität Bern. Dort habilitierte er sich mit der Studie Das Subjekt der Pädagogik – Die Pädagogik des Subjekts. Das Subjektdenken der theoretischen und der praktischen Pädagogik im Spiegel ihrer Zeitschriften. Anschließend lehrte er dort als Privatdozent. Von 2008 bis 2011 war er außerdem Dozent für Allgemeine Pädagogik an der PH Bern.
Ulrich folgte 2011 einem Ruf auf die Professur für Allgemeine Pädagogik an die Pädagogische Hochschule Ludwigsburg. Dort war er von 2012 bis 2016 Prodekan der Fakultät für Erziehungs- und Gesellschaftswissenschaften.
Ulrich „Uli“ Binder war in den 1980er Jahren Schlagzeuger in diversen Pop-Formationen (Die Pinguine, Ronnie Urini, Timeshift, Simone und weitere).

## Veröffentlichungen (Auswahl)

### Als Autor
- Wie viel Gemeinschaft braucht die Erziehung? Die moralerzieherischen Implikationen der Liberalismus-/Kommunitarismus-Debatte. Lit, Münster 2003, ISBN 978-3-8258-7080-5.
- Das Subjekt der Pädagogik – Die Pädagogik des Subjekts. Das Subjektdenken der theoretischen und praktischen Pädagogik im Spiegel ihrer Zeitschriften. Haupt, Bern 2009, ISBN 978-3-258-07455-9.
- mit Johannes Drerup, Jürgen Oelkers: Pädagogische Debatten, Themen, Strukturen und Öffentlichkeit. Kohlhammer, Stuttgart 2020, ISBN 978-3-17-036040-2.

### Als Herausgeber
- mit Franz Kasper Krönig: Paradoxien (in) der Pädagogik. Beltz Juventa, Weinheim 2021, ISBN 978-3-7799-6488-9.
- mit Bernhard Grümme: Pädagogische Praxen und Wissenschaften im Kontext von Re-Sakralisierung. Themenheft der Zeitschrift für Pädagogik 01/2021.
- mit Johannes Drerup: Der Preis der Bildung. Dimensionen der Wertbestimmung schulischen Wissens. transcript, Bielefeld 2020, ISBN 978-3-8376-5570-4.
- mit Wolfgang Meseth: Strukturwandel in der Erziehungswissenschaft. Theoretische Perspektiven und empirische Befunde. Klinkhardt, Bad Heilbrunn 2020, ISBN 978-3-7815-2394-4.
- mit Johannes Drerup: Demokratieerziehung und die Bildung digitaler Öffentlichkeiten. Springer VS, Wiesbaden 2020, ISBN 978-3-658-28169-4.
- mit Jürgen Oelkers: „Das Ende der politischen Ordnungsvorstellungen des 20. Jahrhunderts.“ Erziehungswissenschaftliche Beobachtungen. Springer VS, Wiesbaden 2020, ISBN 978-3-658-29191-4.
- Modernisierung und Pädagogik – ambivalente und paradoxe Interdependenzen. Beltz Juventa, Weinheim 2018, ISBN 978-3-7799-3799-9.
- mit Jürgen Oelkers: Der neue Strukturwandel von Öffentlichkeit. Reflexionen in pädagogischer Perspektive. Beltz Juventa, Weinheim 2017, ISBN 978-3-7799-3638-1.
- mit Heinz-Elmar Tenorth: Erziehungswissenschaftliche Wissenserzeugung. Themenheft der Zeitschrift für Pädagogik 4/2016.
- Das Wissen der Wissenschaften an Pädagogischen Hochschulen: Beobachtungen der Erzeugungen, Rezeptionen und Distributionen, Schneider, Baltmannsweiler 2015, ISBN 978-3-8340-1522-8.